# Charles Perrault
Charles Perrault (Parigi, 12 gennaio 1628 – Parigi, 16 maggio 1703) è stato uno scrittore francese, membro (al seggio numero 23) dell'Académie française dal 1671, e autore del celebre libro di fiabe Histoires ou contes du temps passé, avec des moralités, noto anche come Contes de ma mère l'Oye (it. I racconti di Mamma Oca), raccolta di undici fiabe fra cui Cappuccetto Rosso, Barbablù, La bella addormentata, Pollicino, Cenerentola e Il gatto con gli stivali.

## Biografia
Ultimo dei sette figli di Pierre Perrault e Paquette Le Clerc, Charles Perrault nacque a Parigi il 12 gennaio 1628 da famiglia alto-borghese, vicina alla Corte di Francia, numerosa e adeguatamente facoltosa: tra gli altri, vale la pena ricordare il padre Pierre Perrault, avvocato al parlamento di Parigi, e il fratello maggiore Claude Perrault, medico e architetto, cui si deve la facciata del Louvre. Charles ebbe anche un fratello gemello, François, che però morì a soli sei mesi. Frequentò le migliori scuole e studiò legge, trovando poi lavoro nei servizi statali. Prese parte alla creazione dell'Accademia delle Scienze e al restauro dell'Accademia della Pittura.
Quando venne fondata l'Académie des Inscriptions et Belles-Lettres, nel 1663, Perrault ne venne nominato segretario a vita. Prese parte alla "diatriba fra antichi e moderni" (Querelle des Anciens et des Modernes), in cui si affrontavano sostenitori della letteratura antica e sostenitori della letteratura dell'epoca di Luigi XIV; per sostenere la causa dei "Moderni" scrisse Le Siècle de Louis le Grand ("Il secolo di Luigi il grande", 1687) e Parallèle des anciens et des modernes ("Confronto fra antichi e moderni", 1688-1692).

Il Parallèle dà inizio a una famosa querelle che avrebbe attraversato tutta la cultura europea, dalla fine del XVII secolo all'inizio del XVIII. Perrault, nella polemica tra antichisti e modernisti si era schierato con i secondi. Egli affermava: 
Nel 1678 rimase vedovo con quattro figli sotto i cinque anni da allevare e scrisse delle storie per istruirli, dunque con un intento pedagogico e morale latente. Nel 1697 pubblicò il volume Racconti e storie del tempo passato con una morale, (Histoires ou Contes du temps passé avec des Moralités, estensione dei precedenti Contes de ma mère l'oye, che uscirono manoscritti nel 1695) pubblicato a nome del suo terzo figlio; si pensa che, poiché in seguito ad una rissa il più piccolo dei suoi figli dovette andare in carcere per qualche tempo, suo padre stampasse la raccolta di fiabe sotto il nome di lui per restituirgli la reputazione. Non è possibile che le avesse scritte suo figlio, perché la pubblicazione avvenne quando aveva ancora diciannove anni e non poteva ancora aver tale padronanza delle regole stilistiche né una così ampia esperienza della vita. Il figlio morì due anni dopo all'età di ventun anni. Questo libro ebbe un inaspettato e travolgente successo, rendendo il nome di Perrault famoso anche al di fuori dei circoli letterari e artistici e dando di fatto inizio a un nuovo genere letterario, quello della fiaba.
Sebbene molte storie di Perrault siano trascrizioni di storie tradizionali riprese dall'opera di Giambattista Basile del 1634-1636, lo scrittore francese non si riproponeva solo di "riportare" queste storie, bensì arricchiva il canovaccio tradizionale con proprie intuizioni creative. Egli inoltre trasse, come già detto, le storie da fonti orali, però le riformulò moralizzandole, eliminando l'irrazionale e le parti oscene, destinandole ad un pubblico colto e all'uso a corte. Così ritroviamo nelle sue fiabe luoghi della Francia della sua epoca, come il Castello di Ussé che si dice rappresentato ne La bella addormentata e Il gatto con gli stivali - con l'invenzione del titolo nobiliare Marchese di Carabas - o riferimenti alla moda francese del XVII secolo. Alcune sue idee originali sono percepite, nella cultura popolare moderna, come parte essenziale delle relative fiabe; si pensi per esempio alle scarpette di cristallo, che fanno la loro apparizione, per la prima volta, nella Cenerentola di Perrault.
Morì a Parigi nel 1703; i resti del suo corpo probabilmente riposano presso le Catacombe di Parigi, poiché, dopo i funerali, venne sepolto in uno dei tanti cimiteri parrocchiali parigini successivamente chiusi e rimossi per volontà di Napoleone Bonaparte.

## Opere
Delle più celebri fiabe di Perrault (come quelle dei fratelli Grimm) sono numerosissime le trasposizioni in opere liriche, teatrali, coreografiche, cinematografiche, musicali, e così via.
Si può ricordare la raccolta Histoires ou Contes du temps passé, avec des Moralités (1697), precedentemente usciti in forma manoscritta con il titolo di I racconti di Mamma Oca (Contes de ma mère l'Oye):
- Pollicino/Puccettino (Le Petit Poucet);
- La bella addormentata nel bosco (La Belle au bois dormant);
- Il gatto con gli stivali (Le Chat botté);
- Barbablù (Barbe Bleue);
- Cappuccetto Rosso (Le Petit Chaperon rouge);
- Cenerentola (Cendrillon);
- Enrichetto dal ciuffo (Riquet à la houppe);
- Le fate (Les Fées).

Dopo la morte di Perrault vennero inserite nella raccolta altre fiabe che egli aveva scritto in versi, i Contes en vers:
- La pazienza di Griselda (Grisédélis),
- I desideri inutili (Les Souhaits ridicules)
- Pelle d'asino (Peau d'âne).

Nel 1875, molte fiabe di Charles Perrault vennero tradotte dal francese all'italiano ad opera di Carlo Collodi e pubblicate nell'antologia di fiabe I racconti delle fate.

## Perrault nello spettacolo

### In musica
I personaggi delle fiabe di Perrault ispirarono in diverse epoche i più affermati compositori, che ne trassero opere per il teatro musicale. Quattro, in particolare, suscitarono la fantasia dei musicisti: La Belle au bois dormant, Cendrillon, La Barbe bleue e Le petit chaperon rouge. Anche la fiaba di Pollicino fu più volte messa in musica, ma ricalcando o variando più il modello dei Fratelli Grimm che quello di Perrault.
- La bella addormentata nel bosco fu messa in musica da più di trenta autori, fra cui ricordiamo soprattutto Pëtr Il'ič Čajkovskij (balletto, 1890), Charles Lecocq (operetta, 1900) e nel Novecento la fiaba musicale in 3 atti di Ottorino Respighi (1934).
- Anche Cenerentola fu musicata da decine di autori tra il XVIII e il XX secolo. Figurano in particolare: l'omonimo "dramma giocoso" in 2 atti di Gioachino Rossini (1817), l'opéra feérie in 4 atti e 6 quadri Cendrillon di Jules Massenet (1899), l'opera in 3 atti di Ermanno Wolf-Ferrari (1900) e il balletto in 3 atti (Zoluška, Cenerentola) di Sergej Sergeevič Prokof'ev (1945).
- Barbablù è protagonista di alcune opere fra il Settecento e il Novecento: da Raoul Barbe Bleue, "opéra-comique" di André Grétry (1789) all'omonima operetta comica di Jacques Offenbach (1866), fino ad arrivare al Novecento con l'Ariane et Barbe Bleue di Paul Dukas (1907), su testo di Maurice Maeterlinck, poi l'opera in un atto di Béla Bartók (Il castello del Duca Barbablù, 1911), Ritter Blaubart (1920) di Emil Nikolaus von Rezniček e il Blaubart di Camillo Togni (1978), tratto da un dramma per marionette di Georg Trakl. L'opera più recente sul personaggio è probabilmente Il principe Barbablù, del musicista sudafricano Hendriyk Hofmeyr, presentata in Italia al Palagio Fiorentino di Stia (Arezzo) nel luglio del 1987.
- Tra le poche versioni musicali di Le petit chaperon rouge, spicca soltanto l'opera in 3 atti di François-Adrien Boieldieu (1818).

### In teatro
- Il poeta e scrittore del Romanticismo tedesco Ludwig Tieck, nel 1797 scrisse due drammi teatrali ispirati a fiabe di Perrault: Der gestiefelte Kater (Il gatto con gli stivali) e Ritter Blaubart (Il cavaliere Barbablù).